# Pescozada
Para el significado medieval ver Pescozada (caballería)
Pescozada es un grupo de hip-hop formado en Chalatenango, El Salvador. Por lo general, sus versos son enteramente en español, aunque en ocasiones utilizan partículas en inglés, propias del Hip-Hop, como Yeah, Uh-huh o Hip-Hop: caracterizados además por utilizar una abundante cantidad de caliche. Su nombre, que utiliza para referirse a un honor otorgado a un caballero por la realeza, pero haciendo gala del caliche, en El Salvador la palabra literalmente significa "bofetada" o "golpe" (generalmente en la cara). Se dieron a conocer por el contenido social de sus letras que abordaban la situación política del país, los problemas de violencia o la guerra civil, aunque fueron migrando a temáticas menos sociales.

## Historia
Pescozada se formó en 1998 por dos raperos, Luis Escobar (Fat Lui) y César Michael Díaz Alvarenga (Débil Estar) amigos por mucho tiempo, compartían una pasión por del hip hop. Se criaron en medio de una guerra civil que enfrentó a la mayoría de sus habitantes. En 2004, comenzó a trabajar con la banda el productor y dj salvadoreño de música electrónica y hip hop, Agustín Anaya (Omnionn), quien se incorporaría oficialmente en 2007. 
En 2011 Fat Lui decide retirarse de la banda y se incorporan Eddy XP y Ángel Franco, dos hip hoperos de Chalatenango que habían formado parte de Los Caballeros del Tiempo.
En 2019, tras la salida de Débil Estar, se mantienen en el grupo Lui, Eddy XP y Dnite. Por su parte, también en 2019, Omnionn se incorpora a la banda de música electrónica Amnésica, junto a Óscar Luna.

### Discografía

#### Díaz Ozkuros en el Barrio
En 2002 lanzaron su primer álbum, "Díaz Oskuros en el Barrio". En 2003, lanzaron una compilación llamada "El Klan de la Diskordia - La Primera Reunión". Esta compilación ha contado con la colaboración de una gran cantidad de artistas centroamericanos, con especial fuerza de artistas provenientes de El Salvador. Han trabajado con muchos artistas como Mecate, Apolo 11 y Frost de Sindicato Argentino del Hip Hop, Mi'ky y El As de Dos Hermanos (España), y una amplia cantidad de raperos salvadoreños como Mr. Pelón 503, Robwest y Reyes del Bajo Mundo.

#### Dialectos Nativos
En 2004, Pescozada lanza "Dialectos Nativos" con la colaboración del rapero salvadoreño-estadounidense Joaquín Santos. Tuvo una enorme influencia en primera y segunda generación de salvadoreños en toda América del Norte. También afirman algunos inmigrantes en el extranjero, que muchos empezaron a hablar "el dialecto" (Español salvadoreño) por este disco y esto les ayudó a conservar sus tradiciones, orgullosos de ser parte del pueblo salvadoreño, a pesar de la opresión y la pobreza que se enfrentan a los países a los que inmigraron.  Este álbum también habla mucho acerca de la guerra civil de El Salvador, situación que se puede escuchar en canciones como "Cielo Gris".
Ambos "Díaz Ozkuros en el Barrio" y "Dialectos Nativos" fueron puestos en libertad con los tres miembros originales de Pescozada: Fat Lui, Débil Estar y Poeta Demente (Mario Arteaga). Arteaga abandonó el grupo por razones no explicadas. 

#### El Teatro Plebeyo
"El Teatro Plebeyo" fue lanzado con Pescozada siendo un dúo (Débil Estar y Fat Lui), pero bajo el cuidado musical, técnico, comercial y de producción desde Estados Unidos de Omnionn. El CD contiene 17 pistas, se mantiene fiel a la ideología del grupo y a sus puntos de vista políticos. El disco contiene colaboraciones con elementos muy respetado en los escenarios internacionales del hip-hop como Frost de Sindicato Argentino del Hip Hop (Ganadores del Grammy en el 2001), Sean T (Productor para Mac Dre, E-40, Spice 1, San Quinn, GUCE, Planet Asia, y otros), Santos, Apolo 11, Reyes del Bajo Mundo, Salaya, Mic'ky y El As de Dos Hermanos (España) y Robwest.
El álbum sirvió no solo como un escaparate internacional para el grupo, sino como un punto de referencia para todo el hip hop de América Central hasta el día de hoy. Fue este disco el que les permitió obtener tiempo en el aire en las estaciones de radio en muchos mercados fuera de El Salvador, donde las comunidades salvadoreñas se encontraban, sobre todo en los EE. UU. y Canadá.

#### Anarquía Club Social
En junio de 2009, el grupo lanzó una nueva producción, "Anarquía Club Social", después de cuatro años de trabajo en estudio. Totalmente producido en El Salvador y con los tres miembros en el estudio, el disco contiene 13 canciones y 3 hidden tracks solo disponibles en el disco compacto. A diferencia del álbum "El Teatro Plebeyo" que contó con múltiples colaboradores, todas las producciones estuvieron a cargo de Omnionn como único productor. Débil Estar y Fat Lui decidieron no contar con colaboraciones externas con la única excepción de Santos. Este álbum es considerado como la mejor producción de Pescozada por sus propios integrantes. El álbum experimenta con las influencias electrónicas de Omnionn mezcladas en ritmos urbanos, sobre los cuales Fat Lui y Débil Estar destacan un contenido lírico madurado y perfeccionado tras décadas en el género.
Tres sencillos fueron lanzados, de los cuales se destaca "Is in the place", en el que colabora la vocalista Salaya, el cual marcó la primera vez que el grupo recibió aceptación consistente por parte de las estaciones de radio dentro y fuera de El Salvador, situación atípica para grupos pertenecientes al hip hop nacional. Una gran parte del vídeo de esta canción fue grabado durante la presentación del grupo en el concierto de Wisin & Yandel el 1 de agosto de 2009, en el Gimnasio Nacional Adolfo Pineda en San Salvador. 

## Otras colaboraciones y trayectoria de los miembros
En una entrevista publicada el 21 de junio de 2010 en La Prensa Gráfica, Pescozada anunció que el grupo se desintegraría ese año, después de 12 años de haber sido formado. En la entrevista Fat Lui comentó: 
"Entre los sinsabores quizá nunca nos hemos puesto a hablar de que el grupo se va a desintegrar. Todos queremos hablar de que es un buen grupo, que ha tenido buena proyección, pero nadie habla de una desintegración, que es lo que sucederá este año". El artículo también menciona: "Fat Lui habló por primera vez de las inevitables diferencias entre los integrantes del grupo, Débil Estar añadió la falta de una industria musical y el poco apoyo de los medios de comunicación. Omnionn se niega a ver el final de la película, aunque sus compañeros aseguran que Pescozada termina este año".
La última vez que todos los miembros Pescozada se presentaron juntos en un escenario después de este anuncio fue el 15 de mayo de 2010, en un concierto en la Plaza General Gerardo Barrios en San Salvador, el mismo día que el grupo regresaba de una gira promocional por Estados Unidos, aunque posterior a esta nota, el grupo afirmó que se ha vuelto a reunir para seguir trabajando juntos.

En una entrevista publicada por La Prensa Gráfica, Débil Estar anunció la continuidad de Pescozada pero en calidad de una entidad que involucra a otros artistas y que también estará abierta a otras expresiones de cultura hip hop, no solo la música. En el artículo el periodista Wilmer Merino escribe: 
"[en] Pescozada se mantienen los integrantes Debil Estar y Omnionn, este último nada más involucrado en producción y no presente en la mayoría de shows".
Bajo este concepto se lanzaron varios temas como "Como te extraño" feat Angel Franco, "Agonía" feat Rex, "Heroes" feat Angel Franco, "El Destino" feat. Eddy XP y "Keep Real", entre otros. Productores como DJ Emsy, Javy X y Space son en gran parte responsables por "el nuevo sonido comercial" de Pescozada. Fat Lui comentó en una entrevista: 
"No me gusta el nuevo estilo porque creo que se aleja de los ideales que con los que Pescozada se ganó a su público y ganó respeto." 
Este nuevo sonido de Pescozada poseía letras con un contenido menos social, sin referencias directas al gobierno o a las formas de actuar de los políticos, ritmos más electrónicos, que se relacionan más con el sonido de la música que se escucha en las radios, que con el Hip Hop underground que caracterizó durante tanto tiempo a Pescozada.

## Otras colaboraciones
Pescozada también es conocida por sus colaboraciones con productores como Smoothcut, March the 5th, Sean T and DJ Moon. Débil Estar hizo un EP en solitario llamado "Devilidades", publicado el 6 de agosto de 2006, con 11 pistas que se pueden descargar de forma gratuita a partir del la página web del grupo. Por varios años, hasta el 2010, Débil Estar coprodujo Nación Hip Hop, un programa de radio sobre hip-hop en la estación de radio YXY 105.7 FM junto a Antonio Fidel Castro (DJ Negro). Omnionn continuó la coproducción hasta marzo de 2012.[cita requerida]
Pescozada produjo "Si lo quieres" feat el dúo de hip hop español Dos Hermanos y "Anarquía". Esta última canción suscitó controversia entre los medios de comunicación en El Salvador por el uso de la voz del expresidente de la República de El Salvador, Elías Antonio Saca como parte del contenido lírico. La canción ha plantea cuestiones relativas a la libertad de expresión en El Salvador. Inicialmente "Anarquía" encontró solo un puñado de radios de izquierda dispuestas a rotar la canción al aire. La canción fue una clase de "himno" durante las campañas de elecciones presidenciales del 2009.[cita requerida]